# Departamento de Puno
Puno es uno de los veinticuatro departamentos que, junto con la Provincia Constitucional del Callao, conforman la República del Perú. Su capital es la homónima Puno y su ciudad más poblada es Juliaca. Ubicado en el sureste del país, limita por el norte con el departamento de Madre de Dios, por el este con Bolivia, por el suroeste con los departamentos de Tacna y Moquegua y por el oeste con los departamentos de Arequipa y Cuzco. Con 71 999 km² es el quinto departamento más extenso, por detrás de Loreto, Ucayali, Madre de Dios y Cuzco. Se fundó el 26 de abril de 1822.
Su fiesta de la Virgen de la Candelaria fue declarada Patrimonio Cultural Inmaterial de la Humanidad por la Unesco el 27 de noviembre de 2014.
Se estima que en esta parte del Altiplano se ubica el centro de origen de la papa cultivada. El Collao fue territorio de la antigua cultura pucará. Posteriormente, se desarrollaron en la región diversos señoríos conquistados por el Imperio incaico hacia el siglo XV. Durante la Colonia, fue una importante zona comercial. A fines del siglo XVIII, fue importante teatro de operaciones de la Rebelión de Tupac Amaru II en sus dos fases. considerado como el Primer Grito Libertario en América y su antecesor Tupac Amaru I fue el primero en levantarse contra la opresión Europea. Fue creado como departamento el 26 de abril de 1822 en sustitución de la intendencia colonial con antelación a la expulsión de los realistas acantonados en la zona, efectuada recién en 1824 tras la Batalla de Ayacucho.

## Historia
En algunos valles del departamento de Puno hay algunos petroglifos de origen amazónico que prueban que los amazónicos se metieron a la sierra en tiempos arcaicos petroglifos de Quiaca. Coincidentemente según Juan B. Palao Berastain, las etnias urus provienen de la Amazonía. Son datos biológicos comprobados a través del ADN y pertenecerían al grupo de los Arawak.
Respecto de los Uros o Urus, el investigador Arthur Posnansky menciona en uno de sus escritos que se les ha preguntado a los Urus, si el nombre de su raza era verdaderamente el de Uru, y contestaban que así los llamaban a ellos los aimaras por insulto, porque iban por la noche a pescar y cazar, pero el verdadero nombre de su casta es kjotsuñi, lo que quiere decir "hombres del lago" y se consideran la raza primigenia de América.

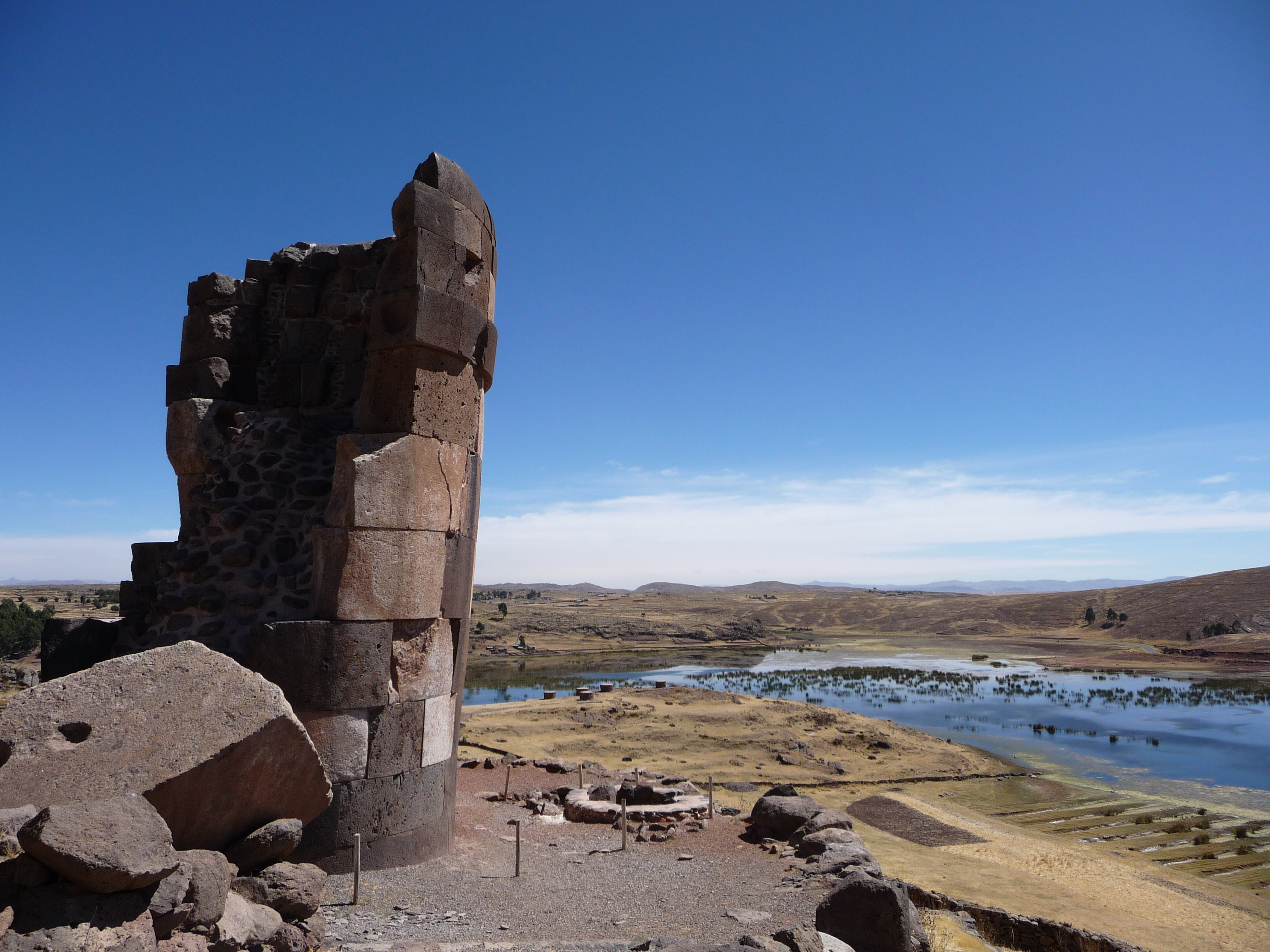
Sillustani.

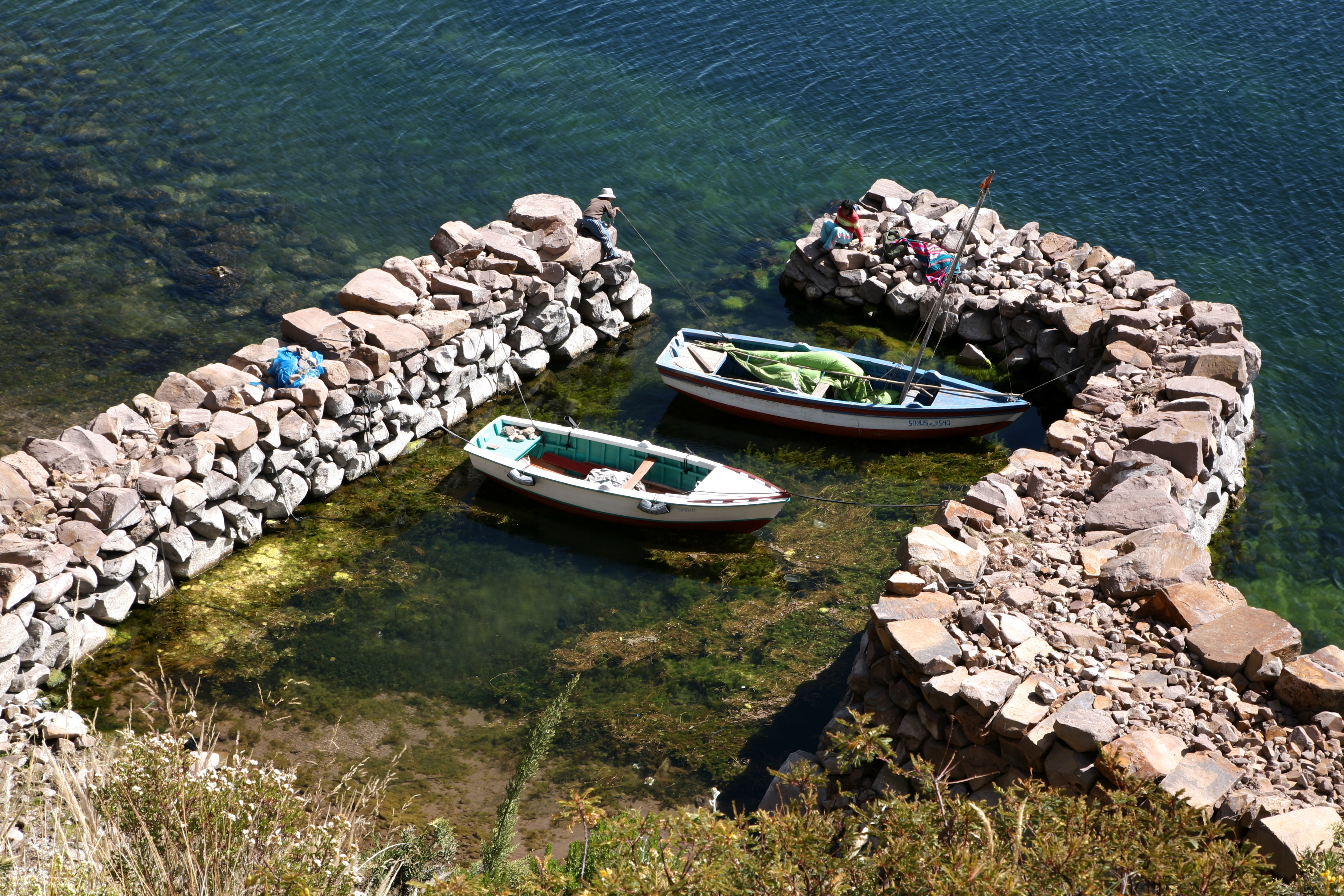
Isla Taquile.

En los siglos siguientes, se desarrollaron las primeras sociedades complejas en el altiplano andino como la cultura pucará, entre los años 200 a. C. y 300 d. C., cultura que influyó y dio origen a la cultura tiahuanaco, quienes dominaron la arquitectura monumental en piedra labrada, como la famosa Puerta del Sol (ubicada en Bolivia).
Los Reinos aimaras, señoríos aimaras o reinos lacustres fueron un conjunto de pueblos amerindios que florecieron hacia el período intermedio tardío, posterior a la caída de la cultura Tiahuanaco cuyas sociedades se ubicaron geográficamente en el Altiplano andino o meseta del Collao, que -de norte a sur- ocuparon territorios desde Canchis y Canas hasta Potosí, usaron la lengua aimara y Puquina.1 Entre la arquitectura aimara más importante encontramos las chullpas Lagarto y Karachi de Sillustani.
En el departamento hay también muchos sitios arqueológicos casi desconocidos pero muy importantes como por ejemplo la fortaleza de Trinchera, y las Tumbas de Colo Colo, cerca del Distrito de Patambuco o el Portal de Aramu Muru cerca de Juli.
Con los años, las diferentes etnias se agruparon alrededor del lago Titicaca. Se atribuye Viracocha Inca haber impuesto el quechua entre los aymaras de Puno y a Pachacútec su conquista tras una fuerte resistencia.
En el virreinato, la región fue centro de codicias por sus riquezas minerales, especialmente los lavaderos de oro.
En 1870 se instala la línea férrea Arequipa-Puno y se inicia la navegación lacustre.
Entre diciembre de 2022 y marzo de 2023, durante el gobierno de Dina Boluarte, el departamento resultó paralizado totalmente por manifestantes que exigían la renuncia de la presidenta.

## Geografía

### Ubicación y límites
La región Puno está ubicada en la sierra sudeste del país, en la meseta del Collao a: 13°0066’00” y 17° 17′ 30″ de latitud sur y los 71° 6′ 57″ y 68° 48′ 46″ de longitud oeste del meridiano de Greenwich. Limita por el Sur, con la región Tacna. Por el Este, con el Estado Plurinacional de Bolivia y por el oeste, con las regiones de Cusco, Arequipa y Moquegua.

### Relieve

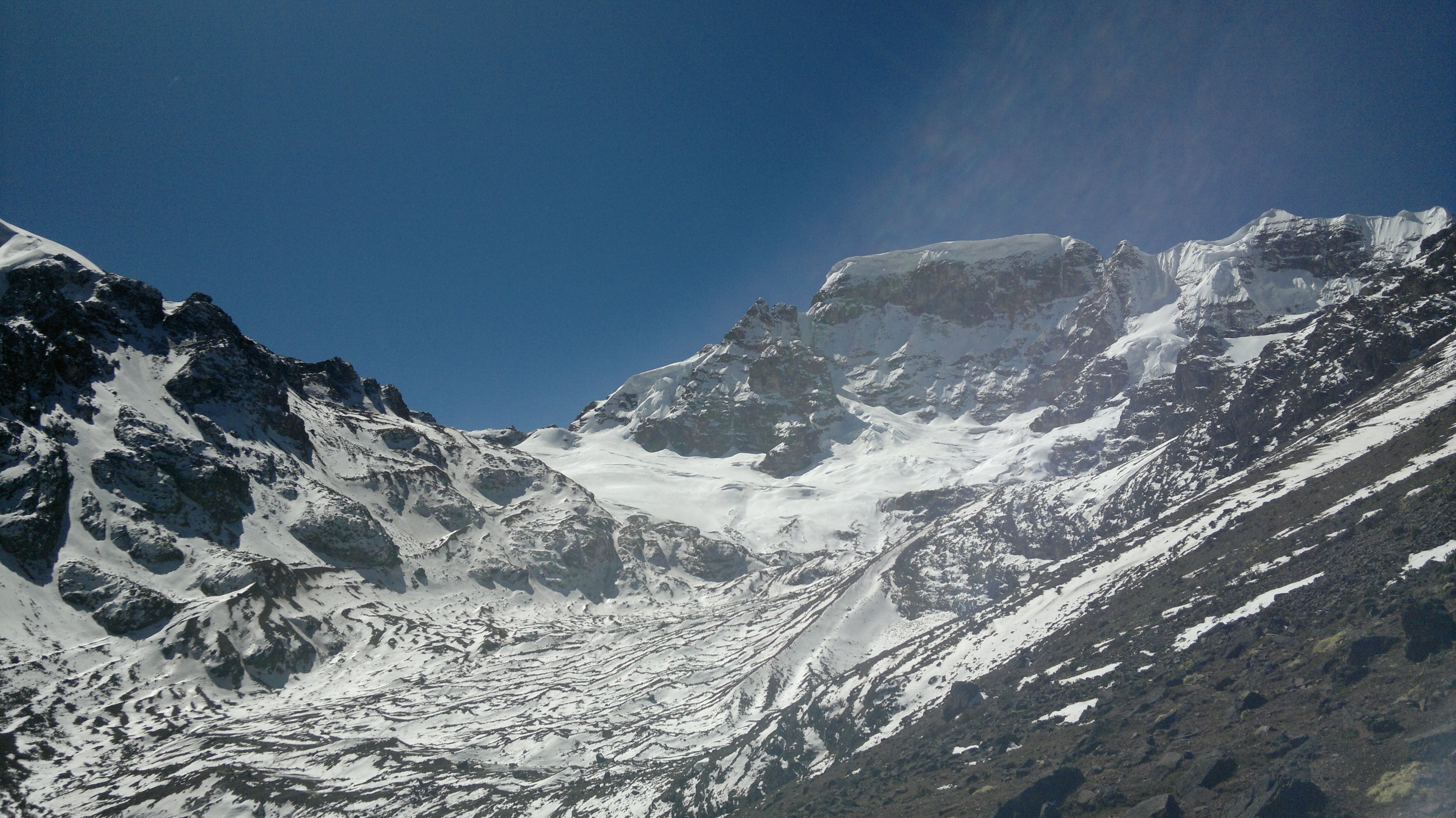
Nevado Allincapac

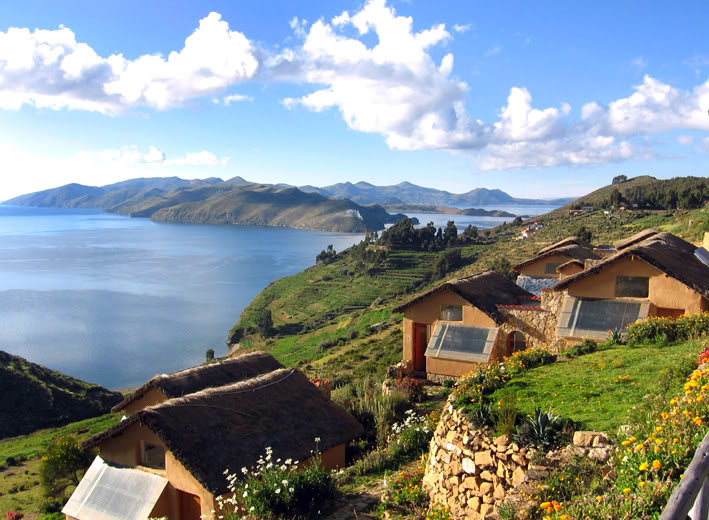
Isla Suasi

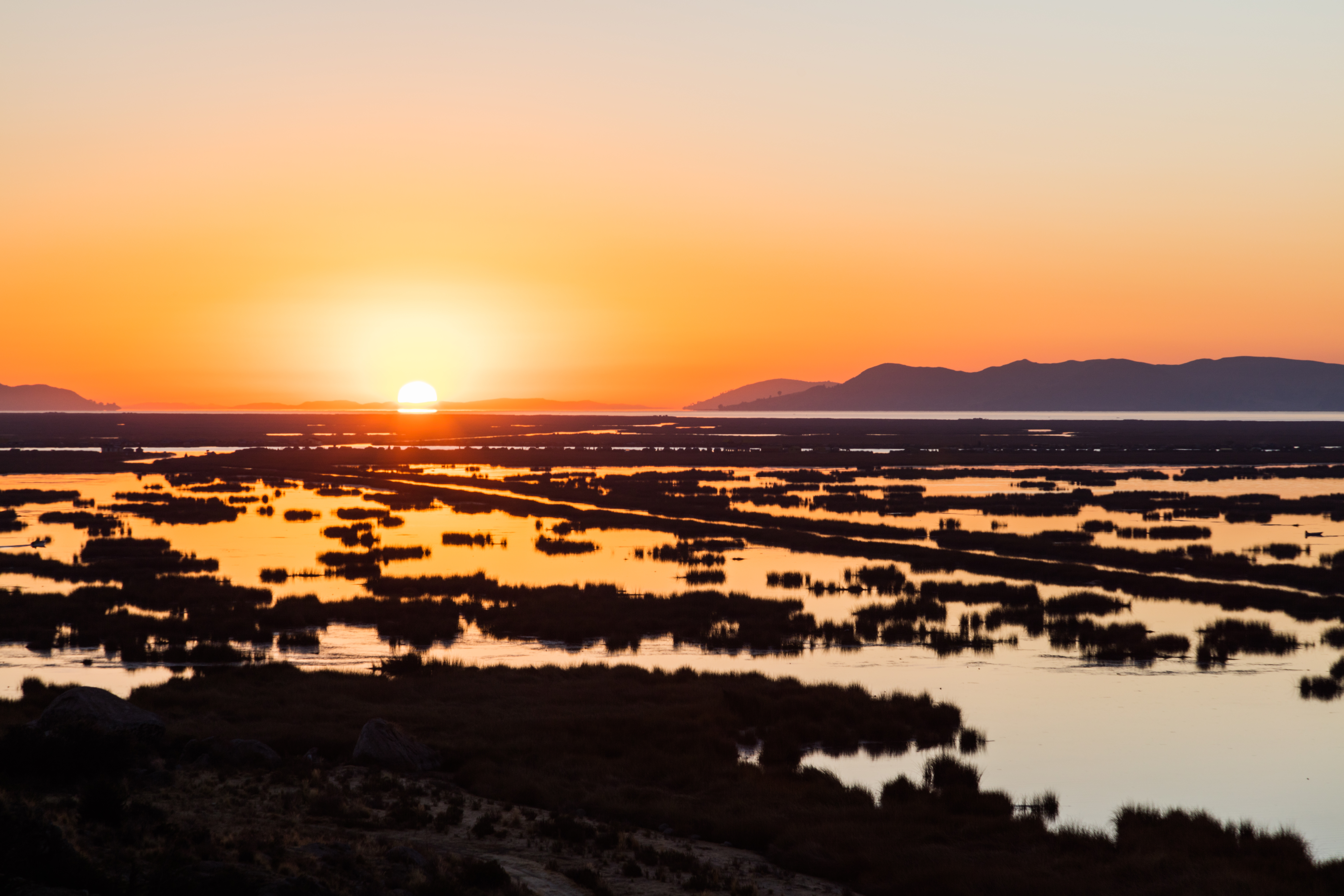
Lago Titicaca

La región Puno se encuentra en dos regiones diferentes: el altiplano entre los 3,812 y 5,500 m s. n. m. y entre la ceja de selva y la selva alta entre los 4,200 y 500 m s. n. m.
- Ríos Suche, Huancané, Ramis, Coata, Ilave, Desaguadero y San Gabán.

- Lagos: Titicaca a los 3,812 m.s.n.m. (el lago navegable más alto del mundo) y Arapa.

- Lagunas: Lagunillas, Saca Cocha y Umayo.

- Islas del Titicaca: Amantani, Taquile, Soto, el archipiélago de las Islas Chirita, Ustute, Quipata, Chilata, Suasi, Esteves.

- - En el lago Huiñaimarca: Sicaya, Lote, Caana, Pataguata y Yuspique.

- Nevados: Allin Cápac (6000 m s. n. m.) y Ananea Grande (5.830 m s. n. m.).

- Abras: Cruz Laca (a 4.850 m s. n. m.) y Sipitlaca (a 4.800 m s. n. m.) en Chucuito; Iscay Cruz (a 4.800 m s. n. m.) en San Antonio de Putina; Susuyo (a 4.375 m s. n. m.) en Carabaya.

## Transporte

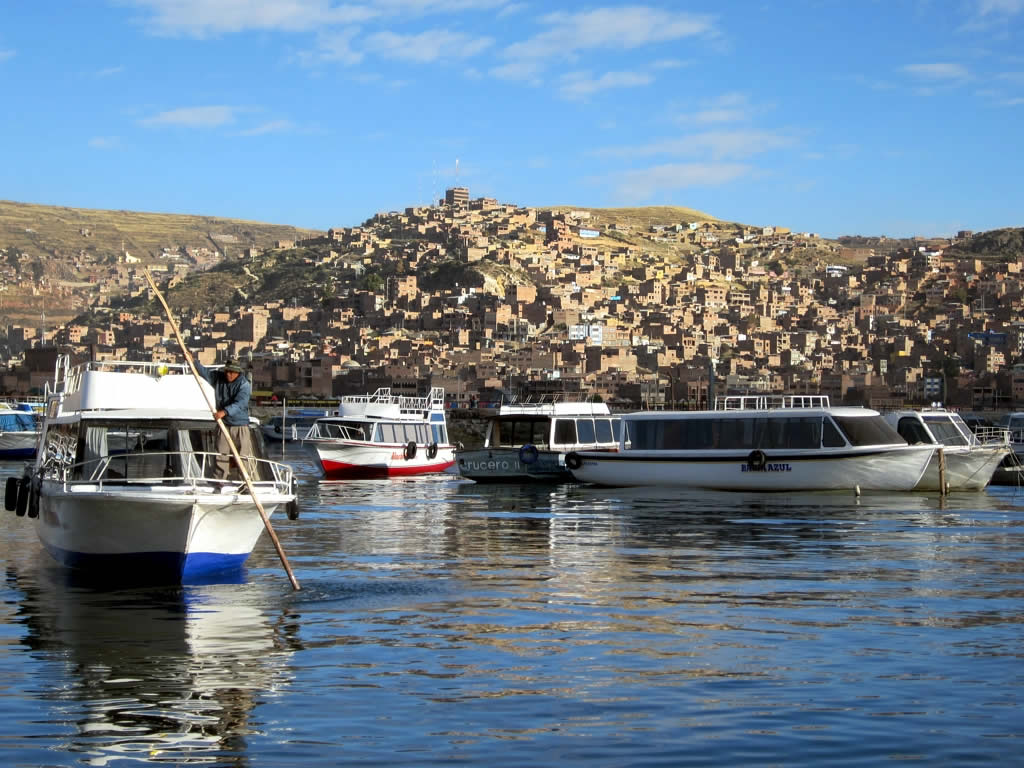
Embarcaciones en Puno.

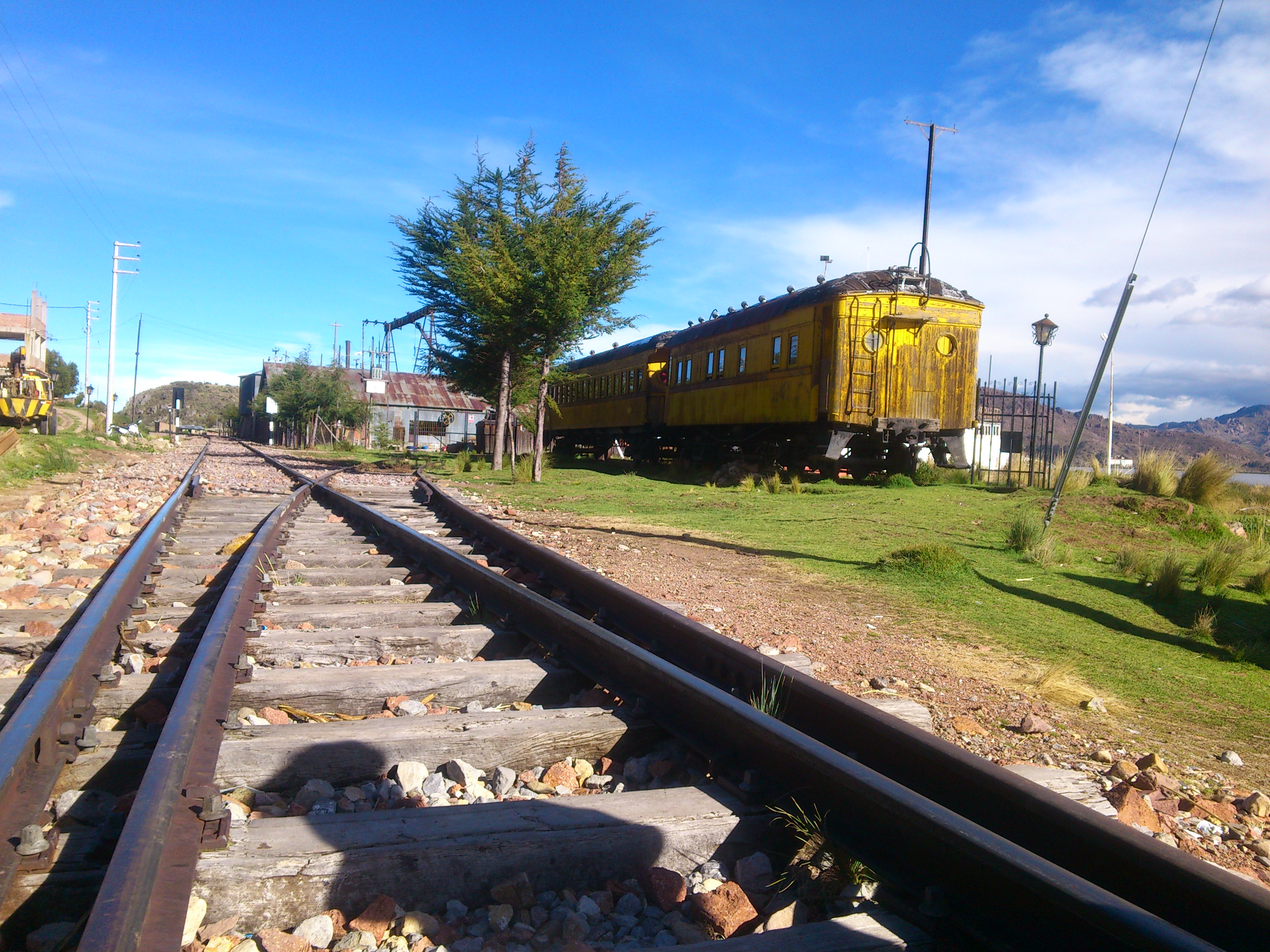
Vía férrea en Puno.

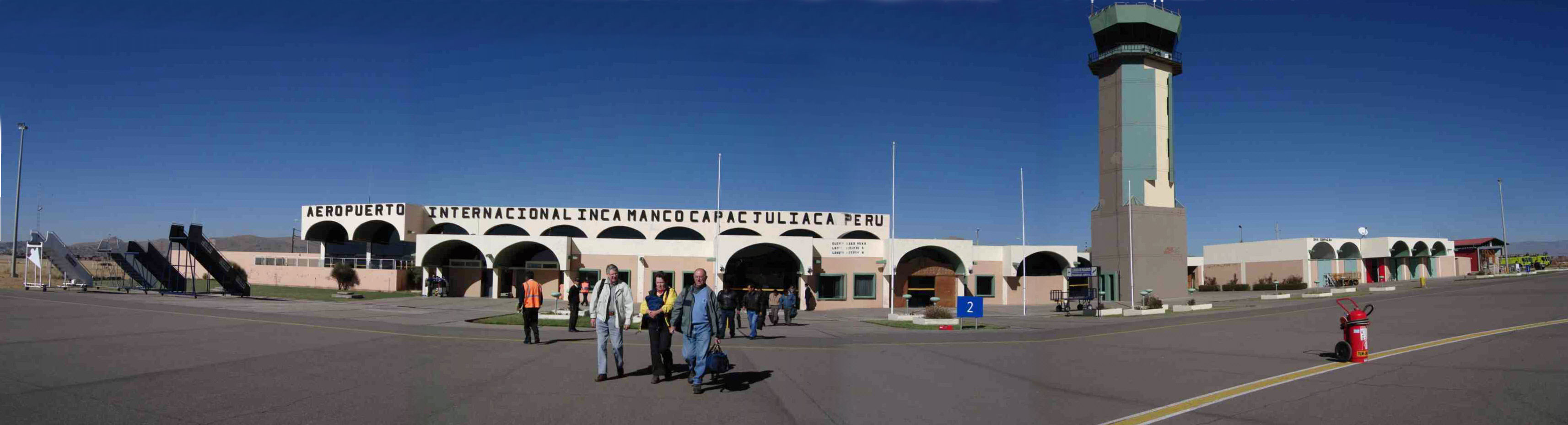
Aeropuerto Internacional Inca Manco Cápac, Juliaca.

La región Puno debido a su muy accidentada geografía (se sitúa en la cordillera de los Andes), la cual se acentúa en el área comprendida por la meseta del Collao, presenta una pobre red de carreteras asfaltadas que comuniquen los poblados, la red de carreteras solo es densa en las provincias situadas a orillas del lago Titicaca, sin embargo pese a estas dificultades, la región Puno se encuentra bien comunicada con las Regiones colindantes con las cuales posee un muy fluido transporte de personas y bienes.
La región posee las carreteras Panamericana Sur y Interoceánica Sur, el segmento más densamente transitado es la carretera Juliaca - Puno que diariamente recibe centenares de carros de transporte público y privado.
La región posee un aeropuerto hallado en la ciudad de Juliaca, este ubicado especialmente por la geografía llana de la zona y por la infraestructura que ofrece.
La región posee 3 aedronomos que son:
- Aeródromo San Rafael, ubicado en la provincia de Melgar en el distrito de Antauta
- Aeródromo San Ignacio, ubicado en la provincia de Sandia en el distrito de Putina Punco
- Aeródromo Ventilla, ubicado en la provincia de Puno en el distrito de Puno
- Aeródromo Bolivariano de Seira, ubicado en Seira.

| Puerto aéreo                              | Localización | Localización | Pista metros | Tipo de Pista | Tipo de Vuelos | Frec. de Vuelos | Otras características | Otras características | Otras características       |
| ----------------------------------------- | ------------ | ------------ | ------------ | ------------- | -------------- | --------------- | --------------------- | --------------------- | --------------------------- |
| Puerto aéreo                              | Provincia    | Distrito     | Pista metros | Tipo de Pista | Tipo de Vuelos | Frec. de Vuelos | Elev Pies             | T°                    | Long/ Latitud               |
| Aeródromo San Rafael                      | Melgar       | Antauta      | 2 670 x 30   | Afirmado      | Avionetas      | *               | 14 423                | s.i.                  | 14° 28'1' S 70° 27' 44''    |
| Aeródromo San Ignacio                     | Sandia       | Putina Punco | 1 140 x 50   | Afirmado      | Avionetas      | *               | s.i.                  | s.i.                  | s.i.                        |
| Aeródromo Ventilla                        | Puno         | Puno         | s.i.         | Afirmado      | Avionetas      | *               | s.i.                  | s.i.                  | s.i.                        |
| Aeropuerto Internacional Inca Manco Capac | San Román    | Juliaca      | 4 200 x 45   | Asfalto       | B-757          | 4 vuelos        | 12 552                | 19°                   | 15° 28' 01'' S 70°09'28'' W |

## División administrativa
En la actualidad el departamento de Puno cuya capital es del mismo nombre, está conformado por 13 provincias y 110 distritos. De acuerdo con el último censo oficial del año 2017, la provincia más poblada del departamento es la Provincia de San Román y la menos poblada es la Provincia de Moho.
En cuanto a superficie territorial, la provincia más grande es la Provincia de Carabaya con una extensión de 12 266 kilómetros cuadrados y la más pequeña es la Provincia de Yunguyo con 290 kilómetros cuadrados.
| Provincias del Departamento de Puno |                                   |                  |          |
| Provincia | Población Censo 2017 (habitantes) | Superficie (km²) | Densidad |
| Provincia de San Román | 307 417                           | 2.277            | 105,7    |
| Provincia de Puno | 219 494                           | 6.493            | 33,8     |
| Provincia de Azángaro | 110 392                           | 4.970            | 27,5     |
| Provincia de Chucuito | 89 002                            | 3.978            | 31,7     |
| Provincia de Carabaya | 73 322                            | 12.266           | 6        |
| Provincia de Melgar | 67 138                            | 6.446            | 11,6     |
| Provincia de El Collao | 63 878                            | 5.600            | 14,5     |
| Provincia de Huancané | 57 651                            | 2.805            | 24,8     |
| Provincia de Sandia | 50 742                            | 11.862           | 5,2      |
| Provincia de Lampa | 40 856                            | 5.791            | 8,3      |
| Provincia de Yunguyo | 36 929                            | 290              | 163,3    |
| Provincia de San Antonio de Putina | 36 113                            | 3.207            | 15,7     |
| Provincia de Moho | 19 753                            | 1.005            | 27,7     |
| TOTAL | 1 172 697                         | 71.999           | 16,2     |
| Fuente: Instituto Nacional de Estadística e Informática Nota 1: La densidad está calculada de acuerdo con la población del censo / Nota 2: La superficie total incluye Lacustre e Insular. |                                   |                  |          |

## Demografía

### Ciudades más pobladas
A continuación una tabla con las principales ciudades del departamento de Puno:
| Juliaca | 142 576 | 216 716 | 276 110 |  | Capital de la Provincia de San Román              |
| Puno | 91 877  | 120 229 | 129 922 |  | Capital de la Provincia de Puno                   |
| Ilave | 14 253  | 22 153  | 21 838  |  | Capital de la Provincia de El Collao              |
| Ayaviri | 17 166  | 18 881  | 21 859  |  | Capital de la Provincia de Melgar                 |
| Ananea | 965     | 16 907  | 11 307  |  | Distrito de la Provincia de San Antonio de Putina |
| Azángaro | 11 815  | 16 035  | 20 696  |  | Capital de la Provincia de Azángaro               |
| Desaguadero | 4737    | 14 365  | 8502    |  | Distrito de la Provincia de Chucuito              |
| Putina | 7217    | 14 318  | 10 746  |  | Capital de la Provincia de San Antonio de Putina  |
| Lampa | 4249    | 4949    | 5649    |  | Capital de la Provincia de Lampa                  |
| Yunguyo | 9036    | 11 934  | 11 766  |  | Capital de la Provincia de Yunguyo                |
| Macusani | 5373    | 8645    | 11 057  |  | Capital de la Provincia de Carabaya               |
| Juli | 6498    | 8157    | 8148    |  | Capital de la Provincia de Chucuito               |
| Huancané | 6962    | 7332    | 7714    |  | Capital de la Provincia de Huancane               |
| Sandia | 2535    | 3675    | 4003    |  | Capital de la Provincia de Sandia                 |
| Moho | 2191    | 4720    | 3257    |  | Capital de la Provincia de Moho                   |
| Crucero | 2971    | 4570    | 6977    |  | Distrito de la Provincia de Carabaya              |
| Acora | 2070    | 3710    | 3904    |  | Distrito de la Provincia de Puno                  |
| Santa Rosa | 2789    | 2856    | 3529    |  | Distrito de la Provincia de Melgar                |
| Antauta | 577     | 2212    | 3622    |  | Distrito de la Provincia de Melgar                |
| Ñuñoa | 3797    | 5075    | 4641    |  | Distrito de la Provincia de Melgar                |
| Asillo | 2889    | 3226    | 4176    |  | Distrito de la Provincia de Azangaro              |
| Jose Domingo Choquehuanca                                                                                          | 2980    | 3332    | 3028    |  | Distrito de la Provincia de Azangaro              |
| Santa Lucia | 3840    | 5045    | 5403    |  | Distrito de la Provincia de Lampa                 |
| San Juan del Oro                                                                                                   | 3247    | 3843    | 3733    |  | Distrito de la Provincia de Sandia                |
| Coasa | 2517    | 5763    | 3388    |  | Distrito de la Provincia de Carabaya              |
| Fuente: Instituto Nacional de Estadística e Informática Nota 1: Población urbana, no se considera población rural. |         |         |         |  |                                                   |

### Etnografía
- Los blancos, son poblaciones de ascendencia y descendencia europea. Inmigrada mayoritariamente en el Virreinato del Perú. En Puno representan el 0.6% y a nivel nacional el 5.9%, según el censo del 2017.
- Los mestizos, son poblaciones producto de dos uniones culturales; entre la cultura occidental y la oriunda americana. Actualmente en Puno viven 5.5% de mestizos y el 60.2% a nivel nacional, según el censo del 2017.
- Los quechuas, son poblaciones nativas originarias de los actuales estados de Argentina, Bolivia, Chile, Colombia, Ecuador y el Perú. El nombre deriva de su mismo idioma quechua, familia de lenguas extendido por gran parte de la región cordillerana y relacionada con el Imperio incaico. A su vez esta gran nación es parte integrante de los habitantes del Departamento de Puno. Según el censo del 2017 en Puno se registran el 57% y a nivel nacional con el 22.3%.
- Los aimaras es una población originaria de América del Sur que habita la meseta andina del lago Titicaca desde tiempos precolombinos, repartiéndose su población entre el occidente de Bolivia, el sur del Perú, el norte de Chile y el norte de Argentina. El nombre deriva de su mismo idioma aimara, reciben el nombre de collas, por formar parte histórico del Collasuyo.  Según el censo del 2017 en Puno se registran el 33.7% y a nivel nacional con el 2.4%.

## Autoridades

### Regionales
Como todos los otros departamentos del Perú y la Provincia Constitucional del Callao, constituye una región de facto con un Gobierno Regional propio además de un distrito electoral que elige cinco congresistas.

## Economía

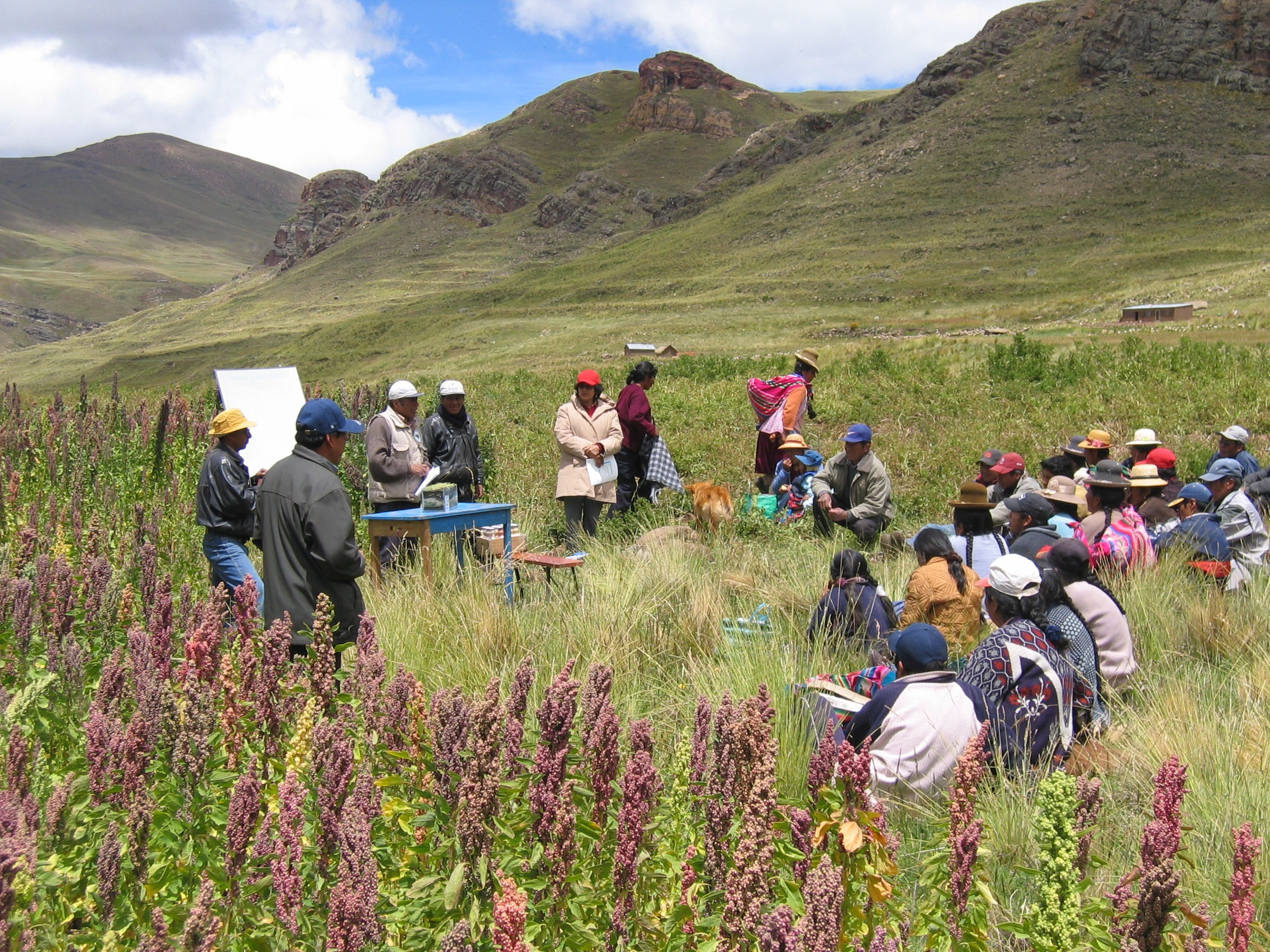
Cultivo de quinua.

La región concentra gran parte de su PBI en el sector primario, llámense actividades extractivas como la minería, ganadería, agricultura, esta última sobre todo tiene subsistencia en las áreas con menos accesibilidad y con menor índice de desarrollo humano, es el primer productor nacional de: estaño, fibra de alpaca, papas, carne de ovino, lana, quinua, representando en la mayoría de los casos más del 40% de la producción total del país.
La Población Económicamente Activa (PEA) es de aproximadamete 749,5 miles, existe una tasa de desempleo de 1,9%, y una Población Económicamente Inactiva de 163.0 miles personas todo esto según datos del INEI para el año 2009.
Del total de la PEA el 49.5% pertenece al sector primario (actividades extractivas), el 14,4% al comercio, 8,1% a la manufactura, 6,7% a transporte y comunicaciones, 3% a la construcción, 18,3% a otros servicios.
En la región Puno, según el último censo Económico del INEI existe un total de 37 663 establecimientos comerciales, de los cuales el 41% se halla en la provincia de San Román, el 22,6% en la provincia de Puno, y el porcentaje restante es dividido entre las demás provincias de la región.
El PBI de la Región Puno es para el año 2009 de 3754,3 mil millones de nuevos soles.

## Cultura

### Fiestas patronales
En la región Puno cada comunidad, distrito y provincia le rinde homenajes a sus santos patronos, heredados desde la época del Virreinato del Perú; pero que trae consigo además ritos ancestrales propios de las culturas quechua y aimara, relacionados al culto a la pachamama (madre tierra), la mama ccota (lago titicaca), los apus (cerros tutelares en cada pueblo), estaciones naturales, etc. En suma se funden la creencia católica y la ancestral en un sincretismo único, expresando la devoción con danzas, cantos, comidas, etc. Además se sabe que la ubicación de las iglesias construidas siempre tuvieron como base "adoratorios" construidos por los pueblos originarios, pues era así el afán de catequizar con la "extirpación de idolatrías" durante la colonia.
En la actualidad se pueden observar como conviven ambas creencias y entre las más importantes tenemos:
- Puno - Puno:
  - Festividad en honor a la Virgen de la Candelaria nombrado Patrimonio Cultural e Inmaterial del Perú y de la Humanidad. Día principal 2 de febrero.
- Azángaro - Azángaro:
  - Festividad de la Octava del Niño Jesús. Día principal 1 de enero.
- Carabaya - Macusani:
  - Festividad en honor a la Virgen de la Inmaculada Concepción. Día principal 8 de diciembre.
- Chucuito - Juli:
  - Festividad en honor a la Virgen de la Inmaculada Concepción. Día principal 8 de diciembre.
- El Collao - Ilave:
  - Festividad en honor a San Miguel Arcángel. Día principal 29 de septiembre.
- Huancané - Huancané:
  - Festividad de la Santísima Cruz de Mayo. Día principal 3 de mayo.
- Lampa - Lampa:
  - Festividad en honor a San Santiago Apóstol. Día principal 25 de julio.
  - Festividad en honor a la Virgen de la Inmaculada Concepción. Día principal 8 de diciembre.
- Melgar - Ayaviri:
  - Festividad en honor a la Virgen de la Alta Gracia. Día principal 8 de septiembre.
- Moho - Moho:
  - Festividad de la Exaltación de la Santa Cruz. Día principal 14 de septiembre.
- Sandia - Sandia:
  - Festividad de la Octava en Veneración al Señor de Pacaypampa. Día principal 21 de septiembre.
- San Antonio de Putina - Putina:
  - Festividad en honor a San Antonio de Padua. Día principal 13 de junio.
- San Román - Juliaca:
  - Festividad en honor a Nuestra Señora de las Mercedes. Día principal 24 de septiembre.
- Yunguyo - Yunguyo:
  - Festividad en honor a San Francisco de Borja nombrado Patrimonio Cultural del Perú. Día principal 10 de octubre.

### Danzas
La región Puneña ostenta una larga y variada tradición milenaria, esta se refleja en su folclor dancístico y musical, la cual está ligada al mito y al rito de la tierra o Pachamama.
La gran oferta folclórica es gracias al proceso cultural que sufrió la Conquista del Perú hacia los pueblos (aimaras, quechuas y lupacas).

Siku, instrumento Aimara uno de los elementos principales del floclor puneño

Según la municipalidad provincial de Puno, existen más de 700 danzas registradas Se clasifican en:
- Danzas autoctonas con raíces prehispánicas.
- Danzas de Trajes de Luces.

### Patrimonio cultural y turismo
Su festividad Virgen de la Candelaria fue declarada Patrimonio Cultural Inmaterial de la Humanidad por la Unesco el 27 de noviembre de 2014.
La región de Puno cuenta con innumerables atractivos naturales entre los que destaca el majestuoso lago Titicaca que es el lago navegable más alto de mundo ubicado a una altitud de 3810 m s. n. m., este con las islas flotantes (islas artificiales hechas a base de Totora secada) entre las que destaca Los Uros, donde viven descendiente de los antiguos uru chipaya de los cuales su linaje se remonta hasta la época prehispánica.
Desde Puno se pueden seguir corredores culturales correspondientes a dos grupos étnicos diferentes:
- El corredor cultural Aimara y
- El corredor cultural Quechua.

#### El corredor cultural Aimara

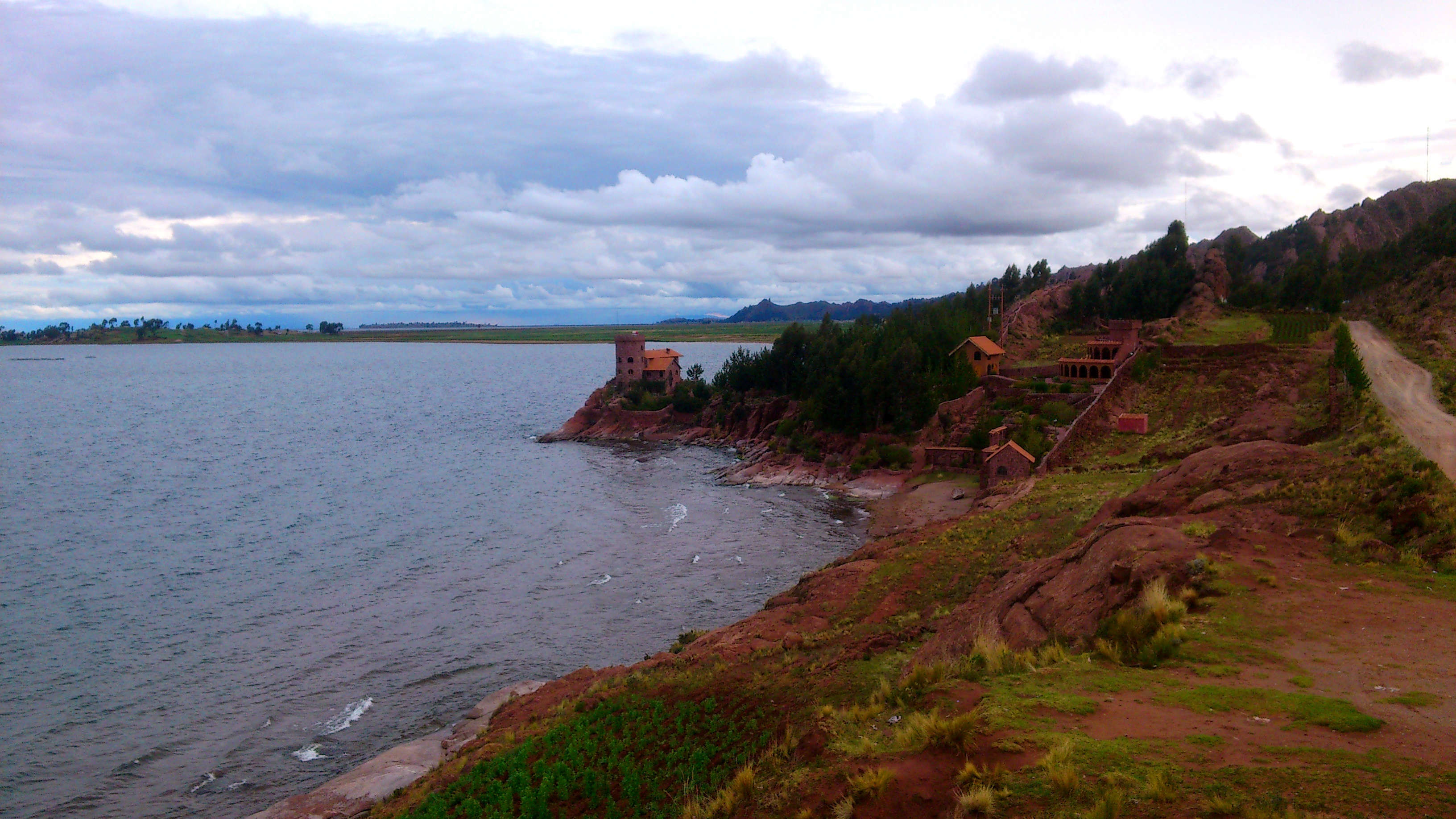
Castillo del Titicaca en Charcas Plateria.

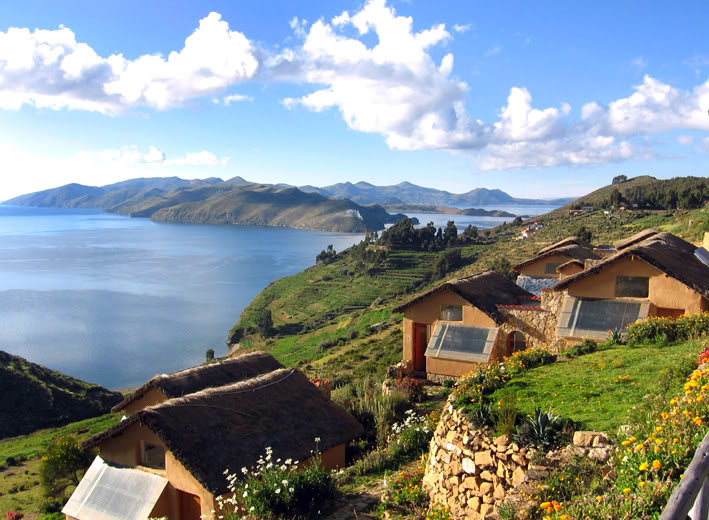
Isla Suasi.

Este corredor comprende una serie de pueblos de habla aimara, descendientes del reino Lupaca. Partiendo de Puno, se encuentran los siguientes pueblos y comunidades en el recorrido cultural Aimara:
- Comunidad Chimú y Ojerani
- Localidad de Ichu
- Chucuito (a 14 km de Puno), posee dos iglesias, Nuestra Señora de La Asunción, Iglesia de la Virgen del Rosario y un templo inca denominado "Inca Uyu" que antiguamente fue un templo ceremonial.
- Platería
- Ilave
- Juli (a unos 60 km), también conocida como "La pequeña Roma Americana", se ubica en la margen del Titicaca y se destaca por importantes iglesias del período renacentista y barroco.
- En Ácora, (a unos 40 km) se ubican las chullpas de K'ellojani y Molloqo.
- Pomata
- Zepita
- Yunguyo, y
- Desaguadero, en la frontera con Bolivia.

En el año 2022, el Patrimonio cultural inmaterial de las comunidades aimara de Bolivia, Chile y Perú, fue incluida dentro de la lista de Patrimonio Cultural Inmaterial de la UNESCO, esta lista fue creada en el 2020 e incluye a las obras maestras del patrimonio oral e intangible de la humanidad.

#### El corredor cultural Quechua

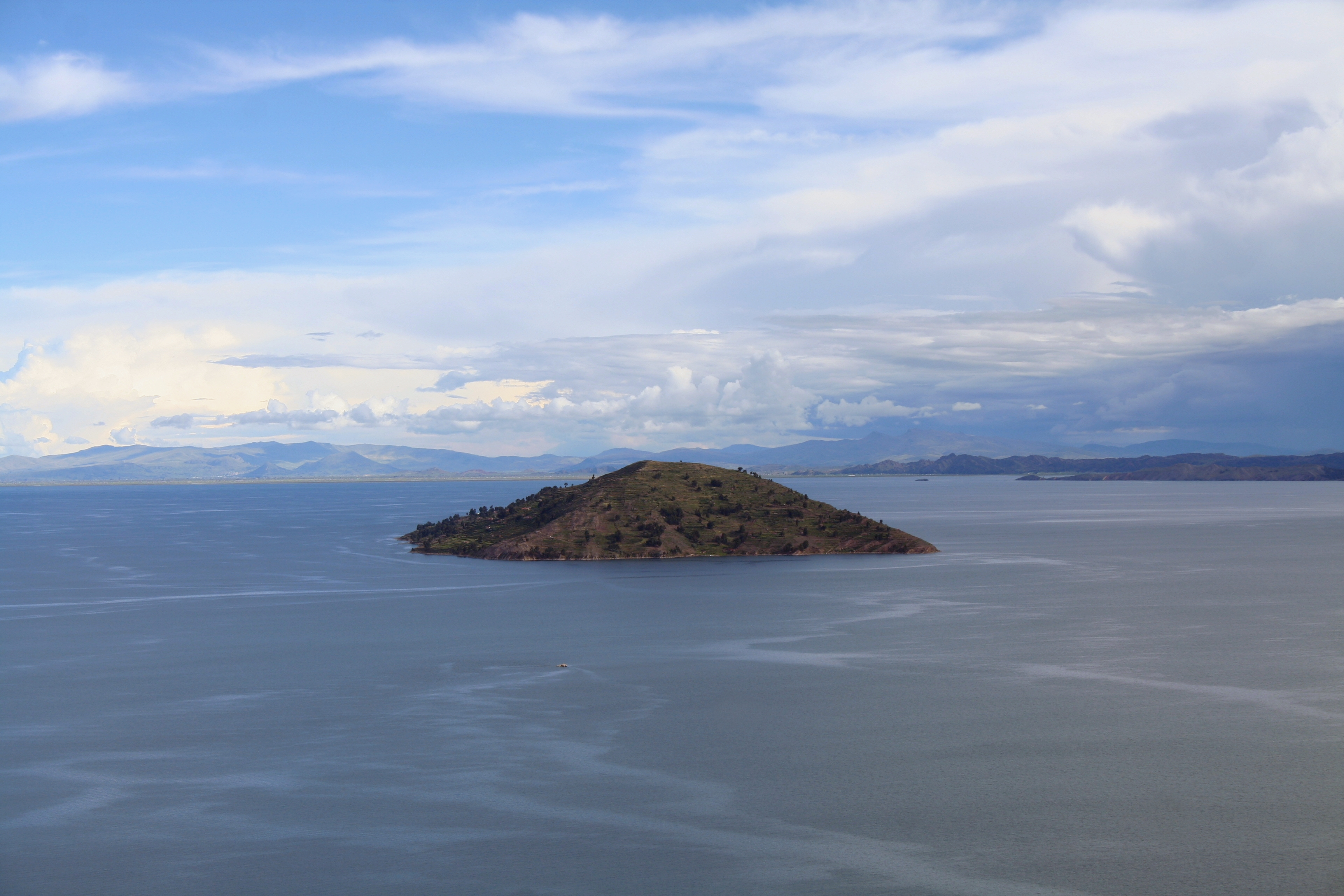
Taquile.

El corredor cultural quechua, se inicia en Juliaca, está conformado por las siguientes localidades de interés:[cita requerida]
- Paucarcolla, con su iglesia, las minas de Cueva, las cataratas de Totorani y Vizcacha Pucará.
- Hatuncolla y sus viviendas típicas de moradores de la zona Quechua;
- Sillustani y su cementerio de las culturas preincas e Inca.
- La península de Capachica y las islas de Taquile y Amantaní.
- Pucará, con ruinas pre-incas e interesantes iglesias coloniales además de una rica artesanía en barro cocido (torito de Pucará).
- Ayaviri
- Lampa
- Azángaro
- Macusani, y
- Sandia con los bosques tropicales y la cuenca del río Candamo (paradisíaco lugar en donde se realiza turismo de aventura y ecoturismo).

Patanbuco, paisajes maravillosos, tumbas de colocolo y las ruinas de trinchera
Carnaval de patambuco con su indumentaria colorida, entre ellas las llijllas, chuspas montera etc.
Las ruinas pre inca de trinchera. 
Toda esta ruta está a tres horas de viaje en camioneta  desde Juliaca.

## Educación
- Colegios públicos y privados:
  - Total: 2708--.
    - Educación inicial: 423.
    - Educación primaria: 1897.
    - Educación secundaria: 468.
- Universidades:

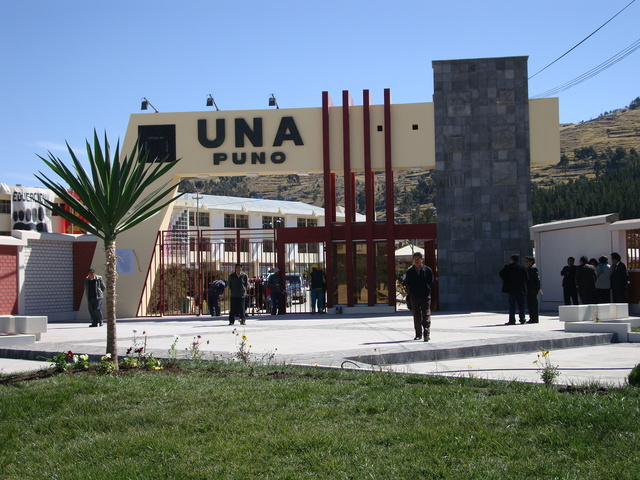
Universidad Nacional del Altiplano de Puno.

- - Universidad Nacional del Altiplano de Puno
  - Universidad Andina Néstor Cáceres Velásquez
  - Universidad San Carlos
  - Universidad Nacional de Juliaca
  - Universidad Peruana Unión
  - Universidad Alas Peruanas

- Elemento de lista de viñetas

## Puneños destacados
La Región Puno ha sido cuna y origen de personajes notables y destacados en las diferentes áreas de las ciencias, artes, letras, entre otras. Muchos de ellos jugaron un importante papel, no solo en la historia de la región sino también del Perú y fuera de sus fronteras.
- Militares: Jose Rufino Echenique Ex Presidente de la República, Miguel San Roman Ex Presidente de la República, Juan Martín Echenique (Linea Paterna)
- Literatura: Emilio Romero Padilla, Carlos Oquendo de Amat, Boris Espezua Salmon, Christian Reynoso Torres, José Luis Ayala Olazabal, Omar Aramayo Cordero, Lizandro Luna La Rosa, Guillermo Vásquez Cuentas,[16][17] Bruno Medina Enríquez,[18][19][20] Carlos Portugal Mendoza[21][22]
- Artes: Enrique Masías Portugal, Víctor Humareda Gallegos,[23][24] Aurelio Medina Pacheco,[25] Pedro Ticona Salas, Carlos Rubina, Carlos Dreyer (Naturalizado), José Luis Cáceres Barriga, Demetrio Peralta Miranda, Francisco Montoya Riquelme, Amadeo Landaeta Basadre, Manuel Maron Calli,[26][27][28] Edwin Loza Huarachi,[29][30] Simón y Edwin Nahuincha,[31][32][33] Juan de la Cruz Machicado, Alcides Catacora Pinazo[34][35]
- Ciencias e Ingeniería: Manuel Núñez Butrón,[36] Ignacio Frisancho Pineda, Romulo Mucho, Elmer Cuba Bustinza (linea materna), Susana Vilca Achata,
- Educación: José Antonio Encinas, José Portugal Catacora, Julian Palacios Ríos, Manuel Allca Cruz (Z. Camacho)
- Política: Manuel Costas Arce Ex Presidente de la República, José Domingo Choquehuanca, Agustín Tovar Aguilar, Hnos. Caceres Velasquez, Yonhy Lescano, Pedro Vilca Apaza, Enrique Torres Belón, Manuel Pino, Rufino Macedo, Eleuterio Macedo, Juan José Calle Yabar, Mariano H. Cornejo Zenteno (Naturalizado), Benito Laso de la Vega (Naturalizado)
- Música: Jaime Moreyra, Miguel Mengoa, Hernán Condori (linea paterna),[37][38] Edgar Coari, Franco Rojas, Cliver Sanca, Isaura Choqueapaza, Yarita Lizeth Yanarico, Flor Quispe Sucapuca, Tobias Apaza, Christian Valencia, Bailon Condori, Victor Raul Mamani, Felix Condori, Edith Ramos, Benjamin Velasco
- Deporte: Wilma Arizapana,[39][40] Job Angles,[41] Diego Angles,[42] Edson López,[43] Moises Condori
- Cine, radio y TV: Oscar Catacora, Henry Vallejo, Víctor Urviola Garrido,[44] Samuel Frisancho Pineda,[45] Ignacio Frisancho Macedo,[46] Federico More Barrionuevo
- Reinas de belleza:
- Folclore y Cultura: María Rostworowski (Linea Materna), Manuel Cossio Riega,[47][48][49] René Calsín Anco,[50][51][52][53] Juan Palao Berastain (Naturalizado),[54][55][56][57] David Frisancho Pineda,[58] Rudy Ordoño,[48][59] Enrique Cuentas,[60][61] Pedro Aceituno,
- Social: Ezequiel Urviola y Rivero, Juan Bustamante Dueñas, Teodomiro Gutiérrez Cuevas, Martin Chambi Jiménez, Santiago Giraldo Sueldo
- Justicia: Carlos Ramos Nuñez (linea paterna), Óscar Urviola Hani, Hugo Denegri Cornejo (linea materna)